# 코마츠 미호 7 ~prime number~
《코마츠 미호 7 : prime number》(일본어: 小松未歩 7 〜prime number〜 こまつみほ セブン プライム ナンバー[*])는 코마츠 미호의 7번째 음반이다.

## 내용
- 2005년 1월 26일에 발매.
- 〈날개는 없어도〉에서 〈I ~누군가...〉까지의 싱글곡 등을 수록한 7번째 음반이다.
- 부제목인 prime number(＝소수)의 의미는, 양의 약수가 1과 자기 자신 뿐인 1보다 큰 자연수를 말한다. 즉, 지금까지의 음악가 활동을 유지시켜준 팬 분과 자신으로만 서로 나누어지지 않는 음반으로 완성됐다는 것을 의미하며, 본인도 소수라는 말의 반응이 맘에 들었기 때문이라고 한다.
- 자켓 사진은 오사카부 오사카시 나니와구의 페스티벌게이트 내에 설치되어있던, 머메이드 카르셀(회전목마) 앞에서 촬영됐다.

## 수록곡
1. 날개는 없어도(翼はなくても)
  - 작사 ・ 작곡: 코마츠 미호, 편곡: 후루이 히로히토

20번째 싱글
2. 사람은 먼 옛날 바다에 살았기 때문에(ひとは大昔 海に棲んでたから)
  - 작사 ・ 작곡: 코마츠 미호, 편곡: 오가 요시노부
3. 모래성(砂のしろ)
  - 작사 ・ 작곡: 코마츠 미호, 편곡: 후루이 히로히토

22번째 싱글
4. 고향(故郷)
  - 작사 ・ 작곡: 코마츠 미호, 편곡: 후루이 히로히토
5. sha la la...
  - 작사 ・ 작곡: 코마츠 미호, 편곡: 오카모토 히토시

22번째 싱글 〈모래성〉의 커플링곡.
6. 안녕 그러면(じゃあね それじゃあね)
  - 작사 ・ 작곡: 코마츠 미호, 편곡: 이케다 다이스케
7. diplomacy
  - 작사 ・ 작곡: 코마츠 미호, 편곡: 오가 요시노부
8. 연심(恋心)
  - 작사 ・ 작곡: 코마츠 미호, 편곡: 코바야시 사토루

21번째 싱글 〈눈물아 반짝 날아라〉의 커플링곡.
9. 도코 맑음(東京日和)
  - 작사 ・ 작곡: 코마츠 미호, 편곡: 코바야시 사토루
10. 눈물아 반짝 날아라 (Album Ver.)(涙キラリ飛ばせ (Album Ver.))
  - 작사 ・ 작곡: 코마츠 미호, 편곡: 후루이 히로히토

21번째 싱글의 음반 버전
11. I ~누군가...(I 〜誰か...)
  - 작사 ・ 작곡: 코마츠 미호, 편곡: 후루이 히로히토

23번째 싱글
12. 그대가 이루어낸 일(君のなせるワザ)
  - 작사 ・ 작곡: 코마츠 미호, 편곡: 오가 요시노부
13. 날개는 없어도 (Extravagant MIX)(翼はなくても 〜Extravagant MIX〜)
  - 리믹스: Mr.Lee

20번째 싱글의 리믹스

## 같이 보기
- 빙 (기업)